# Max Mata
Max Andrew Mata (ur. 10 lipca 2000 w Auckland) – nowozelandzki piłkarz grający na pozycji napastnika w Auckland FC, do którego jest wypożyczony z Shrewsbury Town oraz reprezentacji Nowej Zelandii.

## Kariera
Pierwszym klubem Maty był Wellington Phoenix II. W 2019 wyjechał do Europy, gdzie grał w Grasshopper Club Zürich II oraz Nõmme Kalju. W 2022 trafił na wyspy brytyjskie. Początkowo występował w irlandzkim Sligo Rovers. Potem został piłkarzem Shrewsbury Town z EFL League One. Obecnie jest wypożyczony do Auckland FC.
W reprezentacji Nowej Zelandii zadebiutował 17 listopada 2019 w meczu z Litwą. Został powołany na Puchar Narodów Oceanii 2024. Tam w grupowym meczu z Vanuatu zdobył swoją pierwszą bramkę w kadrze.